# All I Wanna Do
All I Wanna Do é um filme de comédia de 1998 escrito e dirigido por Sarah Kernochan. É estrelado por Kirsten Dunst, Gaby Hoffmann, Monica Keena, Heather Matarazzo e Rachael Leigh Cook que são alunas da Escola preparatória fictícia de Miss Godard para meninas e Lynn Redgrave como diretora da escola. O filme tem lugar em 1963 e centra-se na conspiração de várias estudantes e na sabotagem de uma proposta de fusão de uma escola só de meninas para uma de coeducação.
Originalmente intitulado The Hairy Bird, que aludiu à genitália dos homens. O filme foi lançado em setembro de 1998 nos Estados Unidos sob o título All I Wanna Do, como seu distribuidor americano, Miramax Films, achou o título original muito ofensivo. No Canadá, foi lançado sob o título Strike!.  A história do filme, ambientado em 1963, baseia-se vagamente nas experiências de Kernochan em Rosemary Hall em Greenwich, Connecticut. A música "The Hairy Bird" tocada durante os créditos finais do filme; foi escrito por Kernochan e cantado por um grupo que inclui Kernochan e cinco de suas colegas de Rosemary Hall, incluindo Glenn Close.

## Sinopse
Em 1963, as alunas de uma escola feminina ficam sabendo que a instituição em breve também estará matriculando garotos. Imediatamente as jovens iniciam uma campanha contra a decisão da escola. Mas um grupo de garotas, no entanto, possui uma sociedade secreta cujo principal objetivo é discutir o modo de vida que levam e, sobretudo, a chegada dos rapazes.

## Elenco
- Kirsten Dunst como Verena von Stefan
- Gaby Hoffmann como Odette Sinclair
- Lynn Redgrave como Miss McVane
- Rachael Leigh Cook como Abigail "Abby" Sawyer
- Tom Guiry como Bradley "Frosty" Frost
- Vincent Kartheiser como Snake (Flat Critter)
- Monica Keena como Tinka Parker
- Matthew Lawrence como Dennis
- Heather Matarazzo como Theresa "Tweety" Goldberg
- Merritt Wever como Maureen "Momo" Haines
- Robert Bockstael como Mr. Frank Dewey
- Brenda Devine como Miss Phipps
- Rosemary Dunsmore como Page Sawyer
- Nigel Bennett como Harvey Sawyer
- Jenny Parsons como Mrs. Dewey
- Dorothy Gordon como Mrs. O'Boyle
- Michael Reynolds como Mr. Armstrong
- Caterina Scorsone como Susie
- Michael Barry como Possum (Flat Critter)
- Zachary Bennett como Skunk (Flat Critter)
- Aaron Poole como Beagle (Flat Critter)
- Danny Smith como Groundhog (Flat Critter)
- Noah Shebib como Conrad Bateman
- Robin Dunne como Todd Winslow
- Paul Nolan como Charles Schumacher
- Hayden Christensen como namorado de Tinka
- Christopher Redmond como Danforth
- Shawn Ashmore como fotógrafo da St. Ambrose
- Jack Duffy como guarda da escola
- Richard McMillan como Bert Chubb (garoto da St. Ambrose)
- Les Porter como Graham John (mstre do coro do St. Ambrose)

## Produção
As filmagens foram feitas em Toronto e na Trafalgar Castle School, em Whitby, ambas cidade de Ontário, Canadá. Também foi feito filmagens em Loretto Abbey CSS (especialmente nas cenas da capela), e foi financiado através da Alliance Atlantis Studios, uma empresa de distribuição canadense.[carece de fontes?]

## Recepção
Strike! teve recepção mista por parte da crítica especializada. Em base de 6 avaliações profissionais, alcançou uma pontuação de 60% no Metacritic.
A. O. Scott, do New York Times, notou que o filme "mistura uma safadeza tão antiquada com um comportamento mais consequencial ...  Tudo que eu quero fazer balança entre o melodrama feminino e a farsa, mas a falta de graça faz parte do encanto do filme". Ele também observou que o filme é "surpreendentemente agradável, graças a performances inteligentes e não-estereotipadas - especialmente por Hoffmann e Dunst - e pelo evidente respeito e carinho do cineasta por seus personagens".
Nathan Rabin do The A.V. Club revisou favoravelmente o filme, observando que em seu ato final "ganha foco e impulso, tornando-se menos uma celebração nostálgica do vínculo feminino do que uma comédia adolescente sexualmente feminista que não está acima da cena ocasional de vômitos em grupo". Ela melhora constantemente à medida que avança, passando por um final extremamente satisfatório que combina uma retórica empolgante sobre o preço da desigualdade de gênero e o poder da solidariedade grupal - e joga em um set de barulhentos desordeiros vs. desleixados dignos de Animal House".